# عروس سوریه‌ای
عروس سوریه‌ای (عبری: הכלה הסורית‎) فیلمی در ژانر درام و کمدی به کارگردانی اران ریکلیس است که در سال ۲۰۰۴ منتشر شد. داستان فیلم در مورد یک عروسی دروزی و مشکلاتی است که وضعیت سیاسی حل‌نشده برای زندگی خصوصی مردم داخل روستا و متعلق به آنجا ایجاد می‌کند. فیلم به ستیز عرب‌ها و اسرائیل با نشان دادن داستان خانواده‌ای که توسط مرزهای سیاسی از یکدیگر جدا شده‌اند، نگاه می‌کند و اینکه چگونه زندگی آن‌ها توسط واقعیت‌های ناگوار سیاسی منطقه گسسته شده‌است را مورد کاوش قرار می‌دهد. در راتن تومیتوز فیلم امتیاز ۸۶٪ را بر اساس نقدهای ۴۲ منتقد با نمره متوسط ۷٫۱/۱۰ دارد.